# Sri

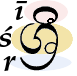
Sri in het Singalees

Sri, shri of shree (Devanagari श्री, officiële IAST-transcriptie Śrī) is een Sanskrietse titel van verering, een hindoeïstische eretitel die afstamt van het vedische beeld van welvaart. Het draagt de betekenis van de godin van rijkdom Lakshmi, de vrouw van Viṣṇu. Lakshmi symboliseert schoonheid, rijkdom en bevalligheid. Het wordt uitgesproken tussen srieh en sjrieh. Grammaticaal behoort het woord tot de aanvoegende wijs - vrouwelijk in het Sanskriet.
Sri is een epitheton van sommige hindoeïstische goden. Het wordt ook gebruikt als een titel voor een naam van mannen en vrouwen die groot of heilig worden geschat of die hun macht onttrekken uit iets dat heilig is. Wanneer het gebruikt wordt als een titel voor goden, wordt sri soms vertaald naar het Nederlands als heer of God. In het algemeen wordt dit echter als onnauwkeurig beschouwd en is het geaccepteerd om sri onvertaald te laten.
Sri is een van de namen van Ganesha, de hindoeïstische god van de welvaart. De herkomst van het woord gaat terug naar de tijd dat Sri Ganesha zijn hoofd verloor terwijl hij zijn moeder Pārvatī beschermde. Door deze daad is hij de eerste geworden die vereerd wordt in alle 'yagyas'.

## Gebruik voor een naam
Sri is ook de standaard hoffelijke aanspreektitel, vergelijkbaar met dhr. of mevr. in het Nederlands. Het wordt vaak gebruikt als een respectvolle aanvulling op namen. Er is echter geen verschil in geslacht in het gebruik voor mannen en vrouwen. De verdubbeling sri sri voor een naam wordt gebruikt voor spiritueel leiders, bijvoorbeeld sri sri Ravi Shankar.

## Plaatsnaam
Sri wordt gebruikt in namen van landen, zoals Sri Lanka, en betekent hier eerbiedwaardig eiland.